# .356 Winchester
El .356 Winchester es un cartucho para rifle de fuego central con cuello de botella y semi borde que fue diseñado para su uso en rifles de palanca.
Fue desarrollado al mismo tiempo que el .307 Winchester, que actuó como cartucho principal. Ambos se introdujeron en 1982 en el entonces nuevo rifle de palanca Modelo 94 XTR .

## Descripción
El .356 Winchester se desarrolló de un casquillo similar al del .308 Winchester pero que presentaba un diseño con semi borde para poder se usado en mecanismos de palanca. De ahí el .358 Winchester, que es esencialmente un .308 Winchester con el cuello ajustado para aceptar un proyectil de 0,358 plg (9,1 mm), es muy similar a la del Winchester .356, con la única diferencia en el diseño del borde.

## Dimensiones

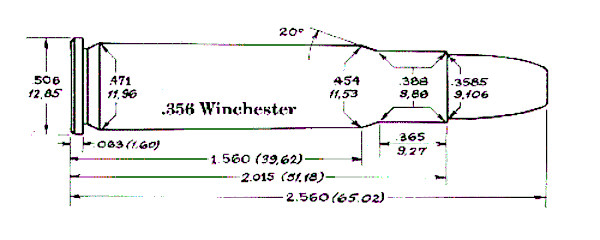